# Bruce L. Paisner
Bruce Lawrence Paisner (Providence, 4 de julho de 1942) é um executivo de televisão estadunidense e atual presidente e CEO da Academia Internacional das Artes e Ciências Televisivas desde 2004. Ele também foi presidente da Hearst Entertainment, Inc. e vice-presidente da Hearst Corporation.

## Biografia
Antes de se tornar CEO da Academia Internacional das Artes e Ciências Televisivas, Paisner atuou como vice-presidente da Hearst Corporation. Ele foi nomeado vice-chefe de grupo da Hearst Entertainment & Syndication em 1989, quando a King Features Entertainment foi fundida com os interesses da rede de cabos da Hearst. Ele se juntou a Hearst em 1981 como presidente da King Features Entertainment, responsável pelo marketing da biblioteca Hearst de desenhos animados e pela aquisição de direitos de distribuição de filmes de TV. De 1973 a 1980, Paisner foi presidente e diretor executivo da Time Life Films e vice-presidente da Time Incorporated, e serviu como assistente do presidente do conselho e, em 1970, tornou-se gerente geral do Time-Life Video.
Ele começou sua carreira na mídia em 1964 como correspondente da revista Life em Nova York e Washington, D.C.. Depois de cursar a faculdade de direito, ele se juntou à Time Inc. em 1968. Paisner atuou nos conselhos de administração da Lifetime Entertainment Services, A&E Networks, The History Channel, Canal Cosmopolitan Iberia, Canal Cosmopolitan América Latina e o canal de animação Locomotion. 

## Vida pessoal
Paisner casou-se com Nicole Pilotaz no Harvard Club of New York City em 12 de setembro de 1971, eles tem dois filhos juntos, Jennifer Ann Paisner e Michael Sylvain Paisner.